# Národní laboratoř Los Alamos
Národní laboratoř Los Alamos (anglicky Los Alamos National Laboratory, zkratka LANL) je vědecká základna Spojených států amerických nacházející se ve státě Nové Mexiko. asi 50 kilometrů od Santa Fe, hlavního města státu. Laboratoř je jednou z největších a nejvýznamnějších vědeckých institucí na světě, v současnosti s mnohostranným zaměřením na oblasti jako je národní bezpečnost, obnovitelné zdroje energie, vesmír, medicína, nanotechnologie a další. Pokrývá oblast o rozloze větší než 90 km2. 
Laboratoř vznikla v roce 1943 pod krycím názvem Site Y a je známá především díky své původní ústřední roli při vývoji první atomové bomby, kdy tuto laboratoř řídil americký fyzik Robert Oppenheimer v rámci projektu Manhattan.  Od roku 1947 se jmenovala Los Alamos Scientific Laboratory a od roku 1981 má současný název Los Alamos National Laboratory. Je největším poskytovatelem pracovních míst na severu Nového Mexika a největší institucí tamějšího regionu. Má zhruba 13 000 zaměstnanců tvořených z 1/3 fyziky, 1/4 inženýry, 1/6 chemiky a zbytkem zaměřeným na matematiku, biologii, geologii a informatiku.

## Natáčení filmu Oppenheimer
Režisér Christopher Nolan natáčel v březnu 2022 řadu scén filmu Oppenheimer na autentických místech v Los Alamos, mimo jiné včetně historické Fuller Lodge, Oppenheimerova domu, ženské ubytovny Civilian's Women's Dormitory, United Church a na dalších místech. Produkce při natáčení filmu také využila přibližně 450 místních obyvatel a ve filmu si v epizodních rolích nebo v komparsu zahráli také skuteční místní vědci ze současné Národní laboratoř Los Alamos.

## Stručná historie

### Projekt Manhattan

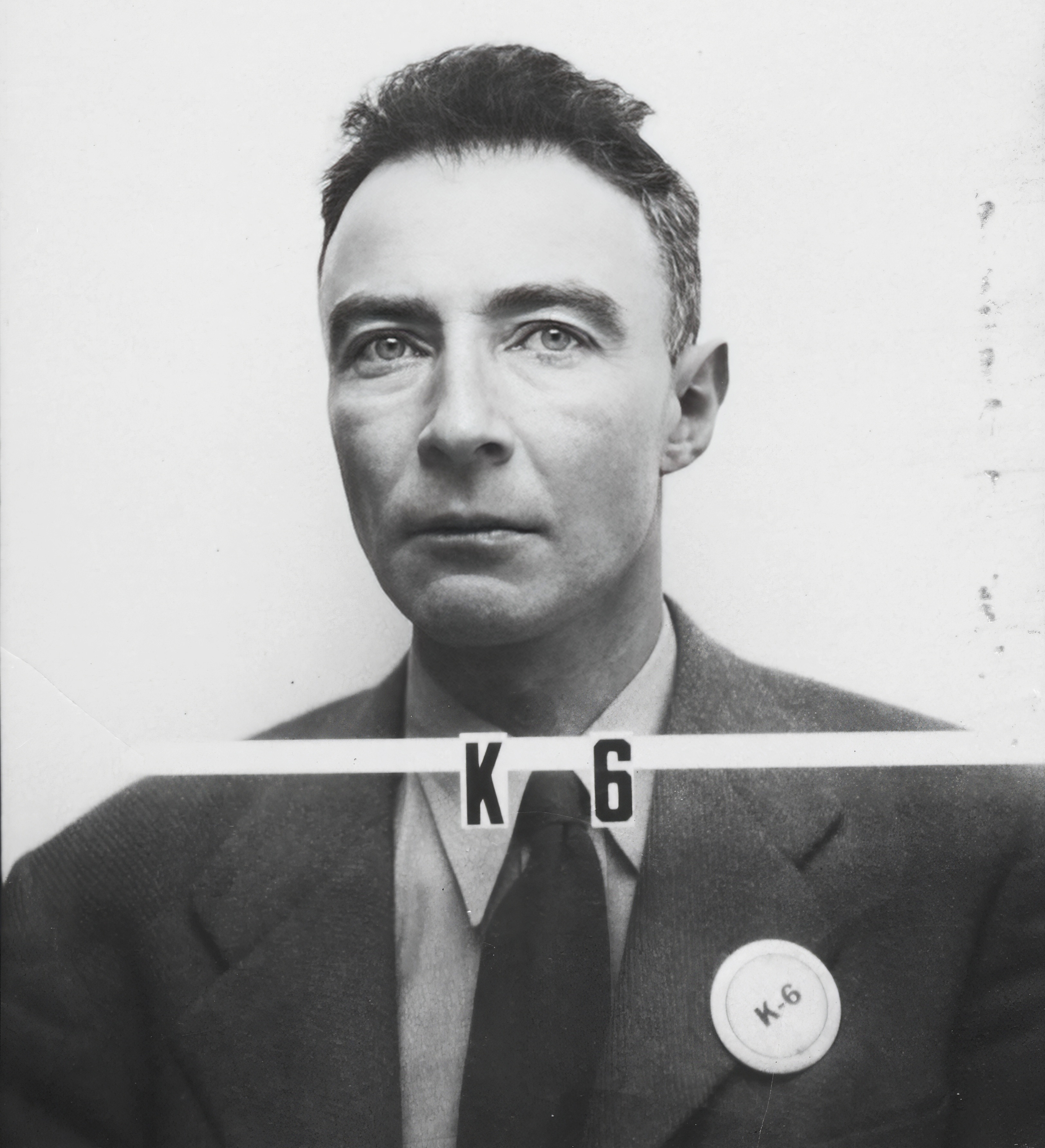
Los Alamos foto: Robert Oppenheimer.

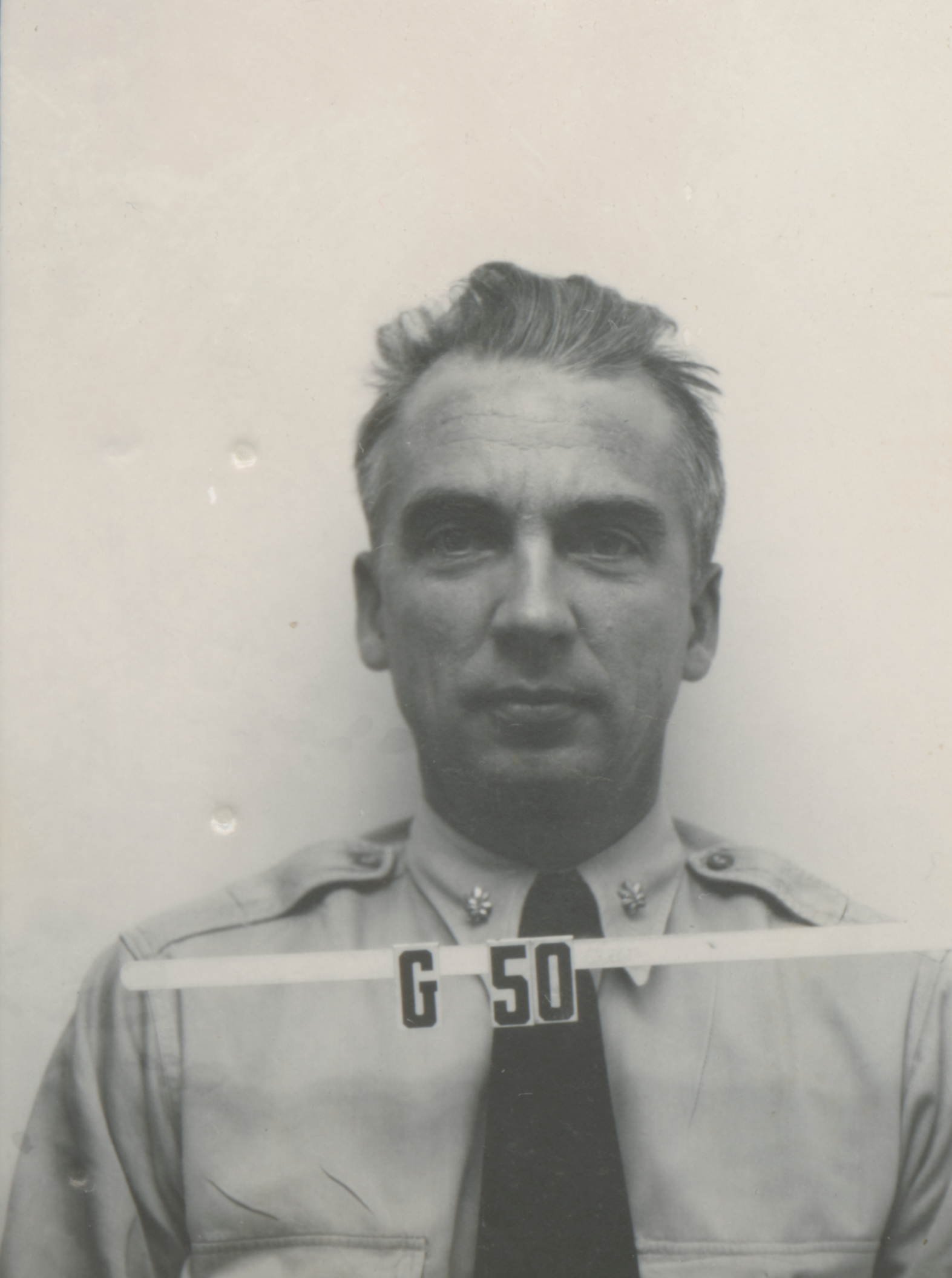
Norris Bradbury, druhý ředitel. Obdobné foto jen s písmenem a čísly museli mít všichni.

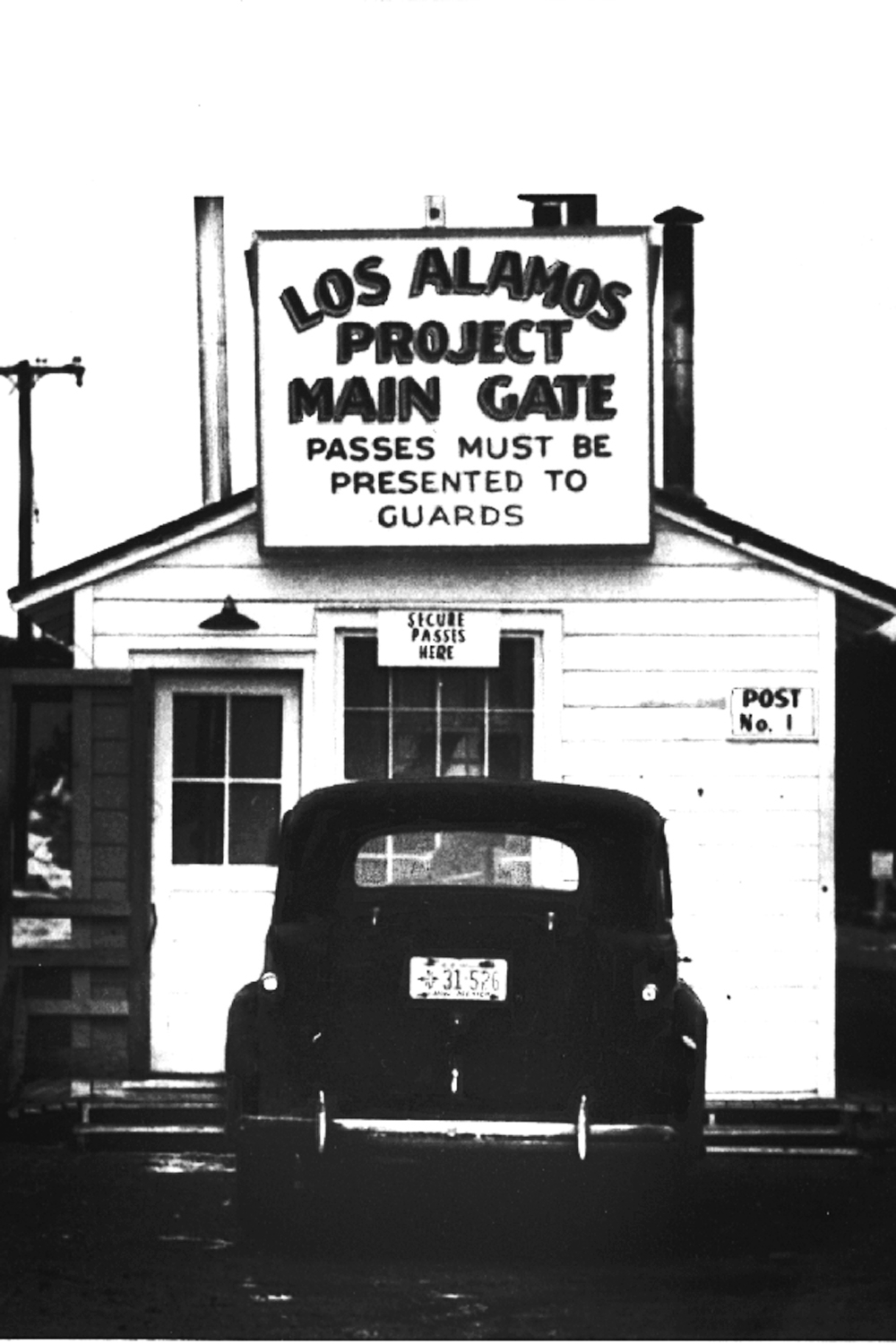
Střežený vjezd do Los Alamos (1944).

Laboratoř byla založena v roce 1943 jako tzv.  „Projekt Y“ nebo též „Site Y“, jedno z hlavních přísně tajných pracovišť pro vývoj a konstrukci atomové bomby v rámci projektu Manhattan (mezi další důležitá místa patřily zejména „Site X“ v Oak Ridge, Tennessee, kde probíhalo obohacování uranu nebo „Site W“ v Hanfordu, stát Washington, se zařízením na výrobu plutonia a řada dalších).
Místo bylo vybráno pro svou odlehlou, ale přesto relativně dostupnou polohu asi 50 kilometrů od Santa Fe, hlavního města státu Nové Mexiko. Generál Leslie Groves chtěl centrální laboratoř v izolovaném místě, kde by vědci a technici vůbec nepřišli do kontaktu s běžnou populací a dostatečně daleko od hranic. Major John Dudley postupně navrhl více míst, ale žádné plně nevyhovovalo. Robert Oppenheimer trávil v mládí hodně času v Novém Mexiku a tak navrhl toto místo a posléze se stal i prvním ředitelem laboratoře. 
Inženýři zajišťující výstavbu měli zpočátku obavy kvůli špatné cestě a především zda zdejší vodní zdroje budu stačit pro tolik lidí, ale jinak se místo ukázalo téměř ideální. Vzniklé město Los Alamos, původně malá rančerská škola z roku 1917 (Los Alamos Ranch School), ležící severně od současné laboratoře, se tak během druhé světové války mnohonásobně rozrostlo. Nejen laboratoř, ale již samotná existence města Los Alamos podléhala nejpřísnějšímu utajení. 

### Utajení Los Alamos
Los Alamos bylo vybudováno jako uzavřené město přístupné z vnějšího světa pouze dvěma branami. Bylo přitom využito výhodného terénu na stolových horách, oddělených hlubokými kaňony. Všichni noví zaměstnanci dostali nejprve instrukce, aby cestovali do Santa Fe. Teprve zde v kanceláři armády na adrese 109 East Palace Avenue dostali od Dorothy McKibbin (která na základě toho získala přezdívku „první lady Los Alamos“)  potřebné dokumenty k průchodu bezpečnostními kontrolami (zpočátku dopisy podepisované samotným Robertem Oppenheimerem, později bezpečnostní průkazy) spolu s konkrétními pokyny, jak se dostat na správné místo.
Pro zvýšení utajení projektu byla jeho poštovní adresa PO Box 1663, Santa Fe, N.M. Všechny příchozí nákladní automobily byly falešně označeny jako přepravující běžné zboží, aby se utajila skutečná povaha jejich nákladu. Veškerá odchozí a příchozí korespondence osob pracujících a žijících v Los Alamos byla kontrolována a případně cenzurována vojenskými úředníky. 
Los Alamos sloužilo jako hlavní centrum pro provádění a koordinaci jaderného výzkumu, v němž se setkávali nejslavnější vědci světa, mezi nimi i několik  nositelů Nobelovy ceny. Kromě Roberta Oppenheimera zde pracovali mimo jiné britský fyzik James Chadwick (nositel Nobelovy ceny za rok 1935), italský fyzik Enrico Fermi (jeho tým v roce 1942 v Chicagu postavil Chicago Pile-1: první zkušební jaderný reaktor), Richard Feynman (Nobelova cena 1965), Edward Teller (pozdější „otec vodíkové bomby“), Robert Rathbun Wilson a mnoho dalších význačných vědců.
Práce laboratoře v Los Alamos společně se všemi ostatními místy projektu Manhattan vedla k vývoji a výrobě tří atomových bomb. První plutoniová bomba s kódovým označením Trinity byla vyzkoušena 16. července 1945 na testovací střelnici nedaleko města Alamogordo, rovněž ve státě Nové Mexiko (nyní WSMR). Další dvě bomby: konstrukčně odlišná  uranová „Little Boy“ a rovněž plutoniová „Fat Man“ byly svrženy na Japonsko (na města Hirošima a Nagasaki).

### Po druhé světové válce
Po skončení války v roce 1945 se existence „Projektu Y“ stala známou a jako běžné označení se začaly používat názvy Los Alamos a Los Alamos Laboratory, od roku 1947 byl oficiální název Los Alamos Scientific Laboratory, až od roku 1981 současný název. Krátce po válce (16. října 1945) Robert Oppenheimer rezignoval na svou funkci. Také řada dalších zakládajících členů laboratoře Los Alamos opustili a někteří se stali otevřenými odpůrci dalšího vývoje jaderných zbraní. 
Oppenheimer doporučil na tento post Norrise Bradburyho, se kterým předtím úzce spolupracoval . Leslie R. Groves chtěl někoho, kdo má solidní akademické vzdělání a zároveň vysoké postavení v rámci projektu. Navíc se mu líbilo, že Bradbury byl jako námořní důstojník zároveň voják i vědec. Norris Bradbury tak byl jmenován druhým ředitelem laboratoře hned následující den. Nakonec zůstal ředitelem 25 let až do roku 1970, nejdéle ze všech. Jeho původním hlavním úkolem bylo zajistit, aby dříve ručně sestavované bomby mohly být vyráběny a používány hromadně bez pomoci vysoce kvalifikovaných vědců.
V dalších letech byla laboratoř v Los Alamos zodpovědná především za vývoj vodíkové bomby (tento projekt vedl Edward Teller) a později mnoha dalších variant jaderných zbraní. V roce 1952 vytvořila Komise pro atomovou energii druhou projektovou laboratoř pod vedením Kalifornské univerzity v Berkeley, která dostala název Lawrence Livermore National Laboratory (LLNL), která měla působit jako „konkurent“ Los Alamos s nadějí, že existence dvou laboratoří pro konstrukci jaderných zbraní podnítí inovace.
Obě laboratoře (Los Alamos a Livermore) sloužily jako hlavní utajované laboratoře v systému národních laboratoří USA a navrhovaly veškerý jaderný arzenál země. Další práce zahrnovala základní vědecký výzkum, vývoj urychlovačů částic, zdravotní fyziku a výzkum energie z jaderné syntézy v rámci projektu Sherwood. Na Marshallových ostrovech a na nevadském testovacím polygonu se uskutečnilo mnoho jaderných testů. V laboratoři LANL došlo ke třem závažným haváriím souvisejícím s jadernými zbraněmi: v srpnu 1945, v květnu 1946 a ke třetí nehodě došlo během každoroční fyzické inventury v prosinci 1958.

### Nová laboratoř jižně od města

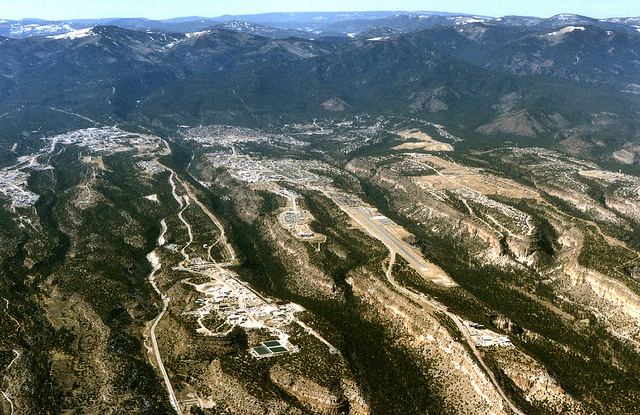
Letecký pohled od jihozápadu: nový komplex laboratoře je vlevo, město uprostřed (vč. letiště) a vpravo.

Za války sice mělo Los Alamos nejvyšší prioritu, ale jak výstavba jednotlivých částí laboratoře, tak ubytování pro přední vědce se řešilo ve spěchu a jako provizorium. Jakmile nový ředitel  Norris Bradbury stabilizoval situaci laboratoře v nových poválečných podmínkách a podařilo se mu zastavit odliv vědců, již v roce 1948 předložil Komisi pro atomovou energii (United States Atomic Energy Commission) návrh soustředit všechny výzkumné a vývojové aktivity na jedno místo do moderního komplexu laboratoří jižně od města. Dosud byly roztroušené na různých a mnohdy nevyhovujících místech ve městě, tak jak narychlo vznikly během války. Projekt za 107 milionů tehdejších USD (přibližně 1300 miliónů v cenách roku 2023) předpokládal umístění na tabulové hoře South Mesa a laboratoř by byla s městem spojena novým mostem přes kaňon.
Projekt nového komplexu laboratoří nebyl schválen ihned a výstavba se protáhla, ale v 50. letech byl rozsáhlý areál laboratoře skutečně postupně vybudován v současné lokalitě jižně od města. Od roku 1945 až do konce 50. let byl proto Bradbury zodpovědný také za velkou část správy města Los Alamos. Město postupně vybudovalo infrastrukturu včetně nové vodovodní sítě, zdravotnických a vzdělávací zařízení, které nahradily válečná provizoria. 
U.S. Atomic Energy Commision (AEC) po dokončení první etapy nového areálu laboratoře zmenšila bezpečnostní perimetr okolo samotné laboratoře, který již nezasahoval do města a 18. února 1957 tak mohly být odstraněny vstupní kontrolní brány ve městě, které tím bylo otevřeno široké veřejnosti. Prvním návštěvníkem města bez povolení federální vlády byl tehdejší guvernér Nového Mexika Edwin L. Mechem.  Nakonec tak občanské povinnosti ředitele laboratoře skončily.
V pozdějších letech Bradbury činnost laboratoře cíleně rozšiřoval do dalších oborů. Mimo jiné vybudoval Los Alamos Meson Physics Facility (nyní Los Alamos Neutron Science Center) s urychlovači. Během vesmírných závodů mezi SSSR a USA v 60. letech laboratoř vyvinula jaderný motor pro použití v kosmických raketách (NERVA: Nuclear Engine for Rocket Vehicle). NASA a další zúčastněné organizace považovaly program NERVA za velmi úspěšný, protože splnil nebo překročil programové cíle. Byl zhodnocen jako vhodný pohon pro let na Mars, ale v roce 1973 prezident Nixon program bez náhrady zrušil. Nebyl tak nikdy reálně vyzkoušen ve vesmíru, ve spolupráci s NASA proběhly pouze rozsáhlé pozemní zkoušky.

### Po konci studené války
Na konci studené války prošly obě laboratoře (LANL v Los Alamos a LNLL v Kalifornii) procesem další intenzivní diverzifikace svých výzkumných programů, aby se přizpůsobily měnícím se politickým podmínkám, které již nevyžadovaly tolik výzkumu zaměřeného na vývoj nových jaderných zbraní, a vedly laboratoře ke zvýšení výzkumu v oblasti „neválečné“ vědy a technologií. V současné době se má za to, že práce Los Alamos v jaderné oblasti se týká především počítačových simulací a správy zásob. Vývoj dvouosého radiografického hydrodynamického zkušebního zařízení umožní provádět komplexní simulace jaderných zkoušek.
Laboratoř přispěla k počátečnímu vývoji technologie průtokové cytometrie. V padesátých letech 20. století vyvinul výzkumník Mack Fulwyler techniku třídění erytrocytů.  V roce 1969 byl v Los Alamos uveden první přístroj s fluorescenčním detektorem, který přesně měřil počet a velikost vajíček a krevních buněk. K dalším výzkumům prováděným v laboratoři od roku 2017 patří vývoj levnějších a čistších biopaliv a rozvoj vědeckého poznání v oblasti obnovitelných zdrojů energie.

## Vybraní významní vědci
- Robert Oppenheimer (1904–1967): řídil výzkumné a vývojové práce v Los Alamos, je označován jako „otec atomové bomby“
- Edward Teller (1908–2003): pracoval v projektu Manhattan, později vedl vývoj termonukleárních zbraní a je označován jako „otec vodíkové bomby“
- James Chadwick (1891–1974): anglický fyzik (Nobelova cena z roku 1935 za objev neutronu), po emigraci do USA v roce 1943 navštívil většinu pracovišť projektu Manhattan a od začátku roku 1944 pracoval v Los Alamos pod krycím jménem James Chaffee.
- Enrico Fermi (1901–1954): po úspěšném spuštění prvního experimentálního jaderného reaktoru Chicago Pile-1 v prosinci 1942 a významném podílu na zprovoznění dalších reaktorů v Oak Ridge a v Hanfordu přiměl Robert Oppenheimer v roce 1944 tohoto italského fyzika, aby přijel do Los Alamos, kde vedl významné, tzv. F oddělení (označení odvozené z jeho příjmení)
- Stirling Colgate (1925–2013): nukleární fyzik, astrofyzik (zejména fyzika plazmatu)
- Bette Korberová: výpočetní bioložka, která se zaměřuje na molekulární biologii a populační genetiku viru HIV
- Emily Willbanksová (1930–2007): matematika, informatika se zaměřením na vývoj vysoce výkonných datových systémů
- Clarence Max Fowler (1918–2006): v LANL pracoval v letech 1952–1996, zabýval se hlavně studiem extrémně silných magnetických polí a vyvinul jejich generátory
- Mitchell Feigenbaum (1944–2019): matematický fyzik, jehož pionýrská práce v teorii chaosu vedla k objevu dvou Feigenbaumových konstant
- Richard Feynman (1918–1988): pracoval v projektu Manhattan, později známý především pro výzkum v oblasti kvantové mechaniky a elektrodynamiky, fyzice supratekutosti a fyzice částic (Nobelova cena v roce 1965)
- Maria Göppertová-Mayerová (1906–1972): americká fyzička německého původu, Nobelova cenu z roku 1963 za výzkum atomového jádra

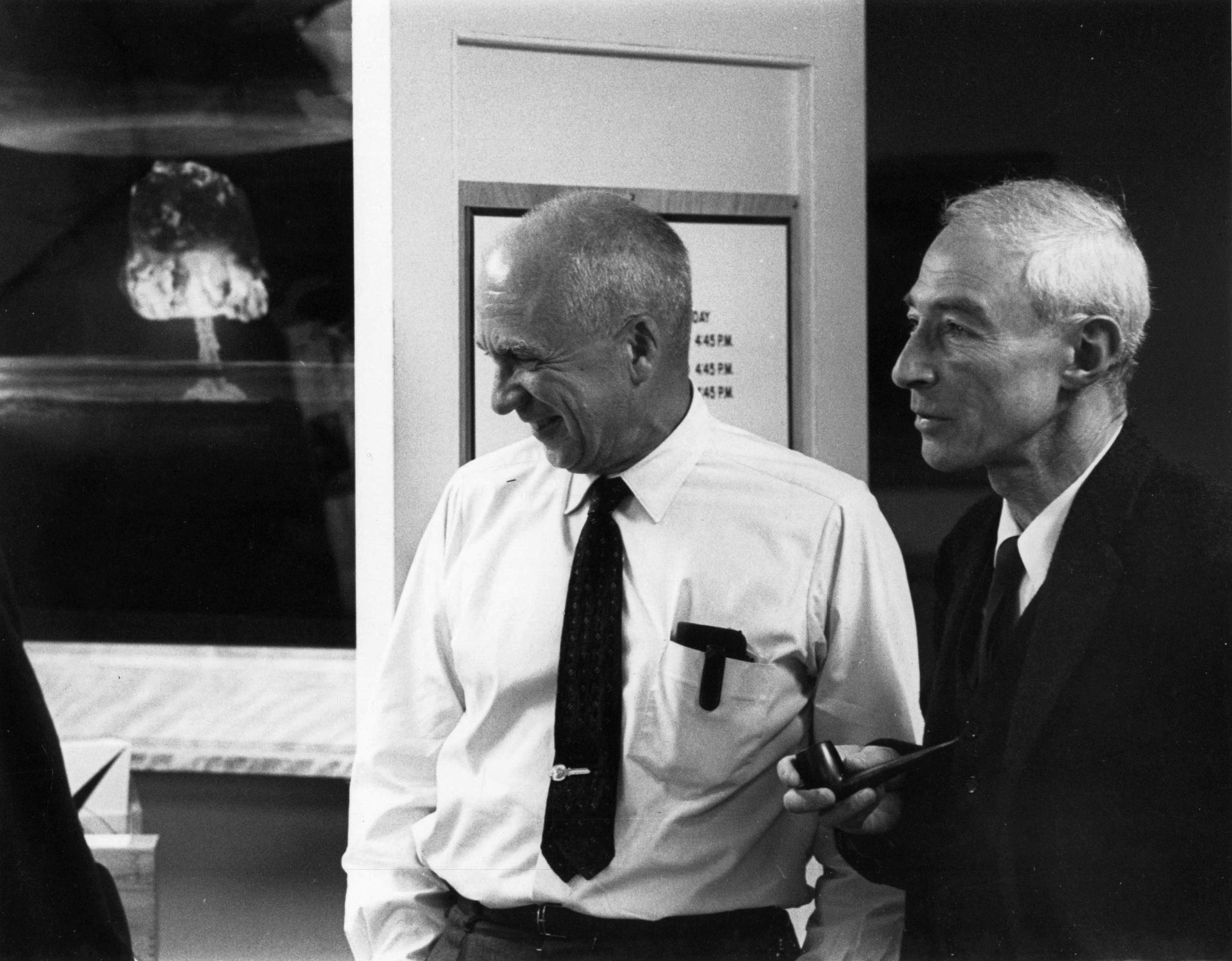
Norris Bradbury a Robert Oppenheimer (1964)
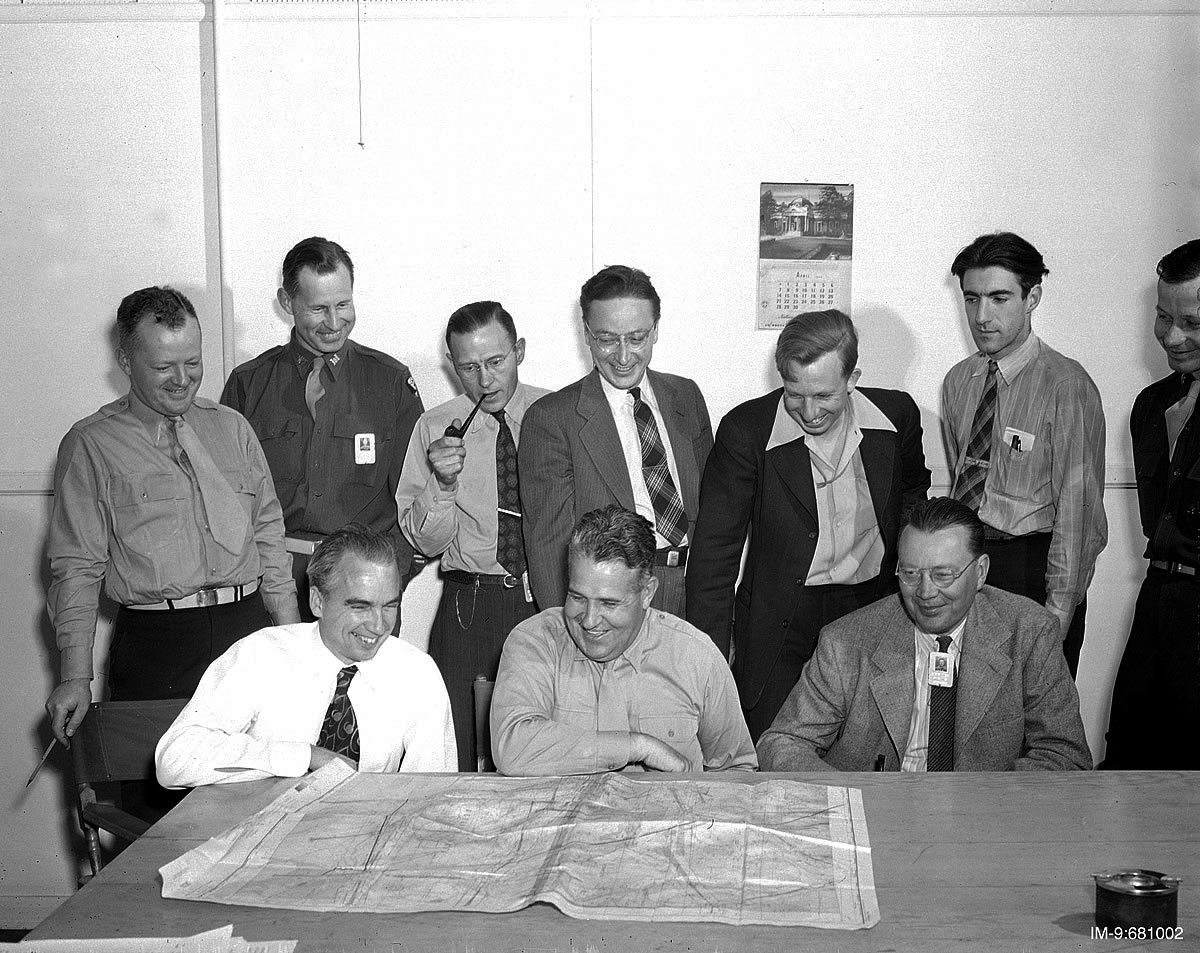
Norris Bradbury, Leslie Groves, Eric Jette ad. (1947)
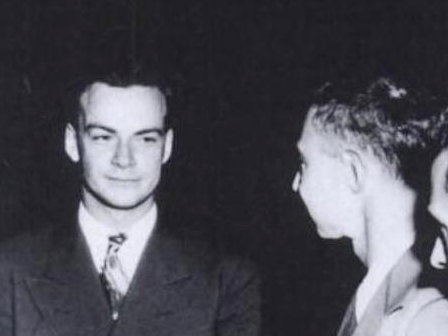
Richard Feynman a Robert Oppenheimer (1943?)
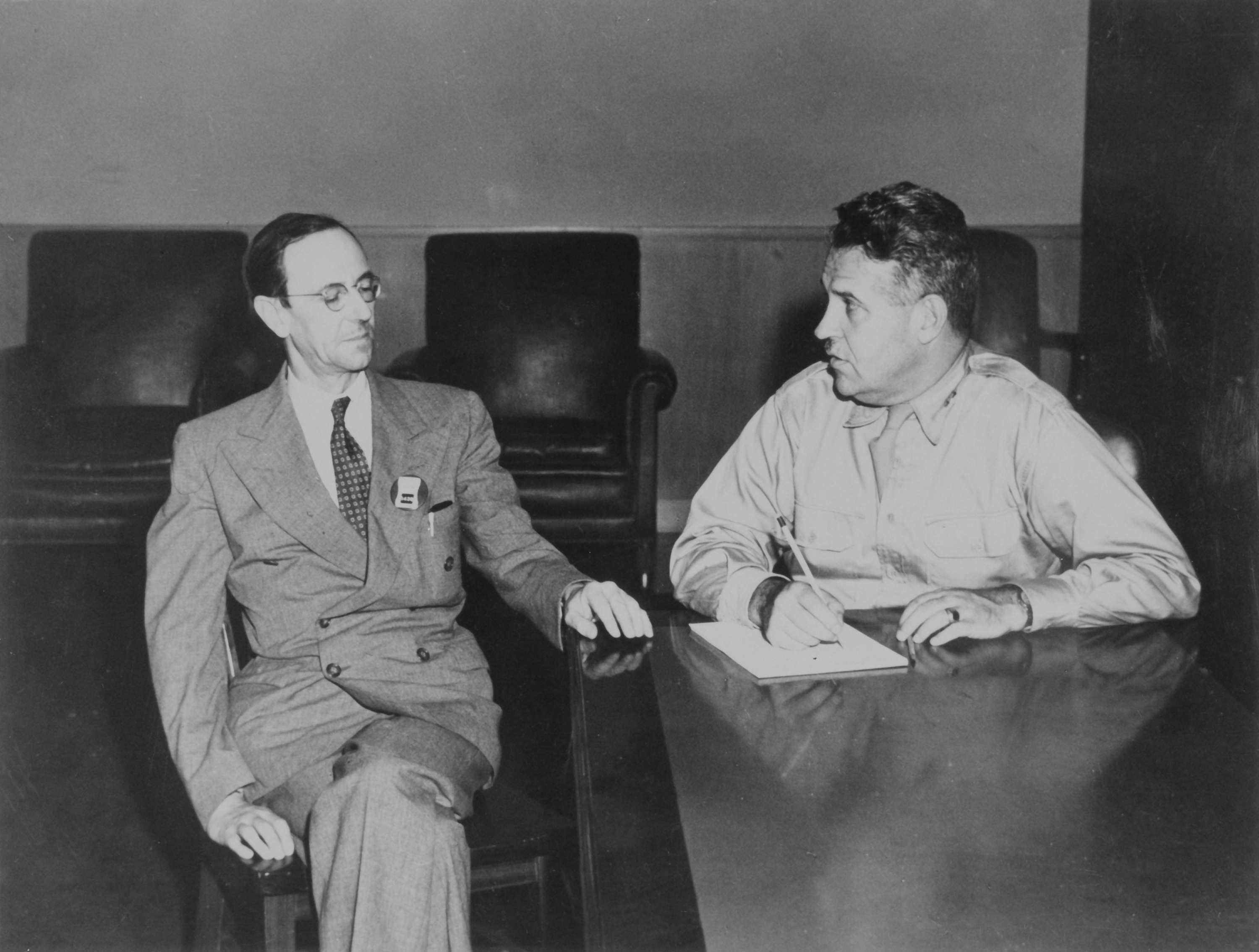
James Chadwick a Leslie Groves (asi 1945)
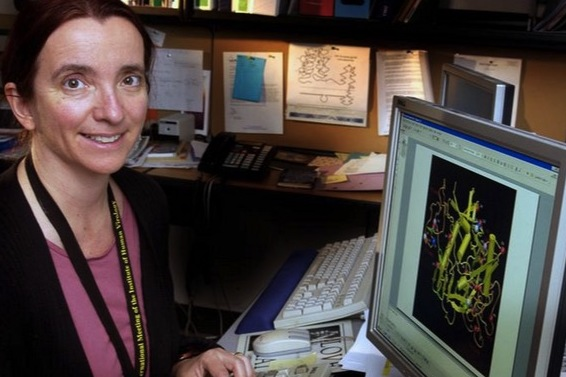
Bette Korberová (2017)

## Ředitelé LANL

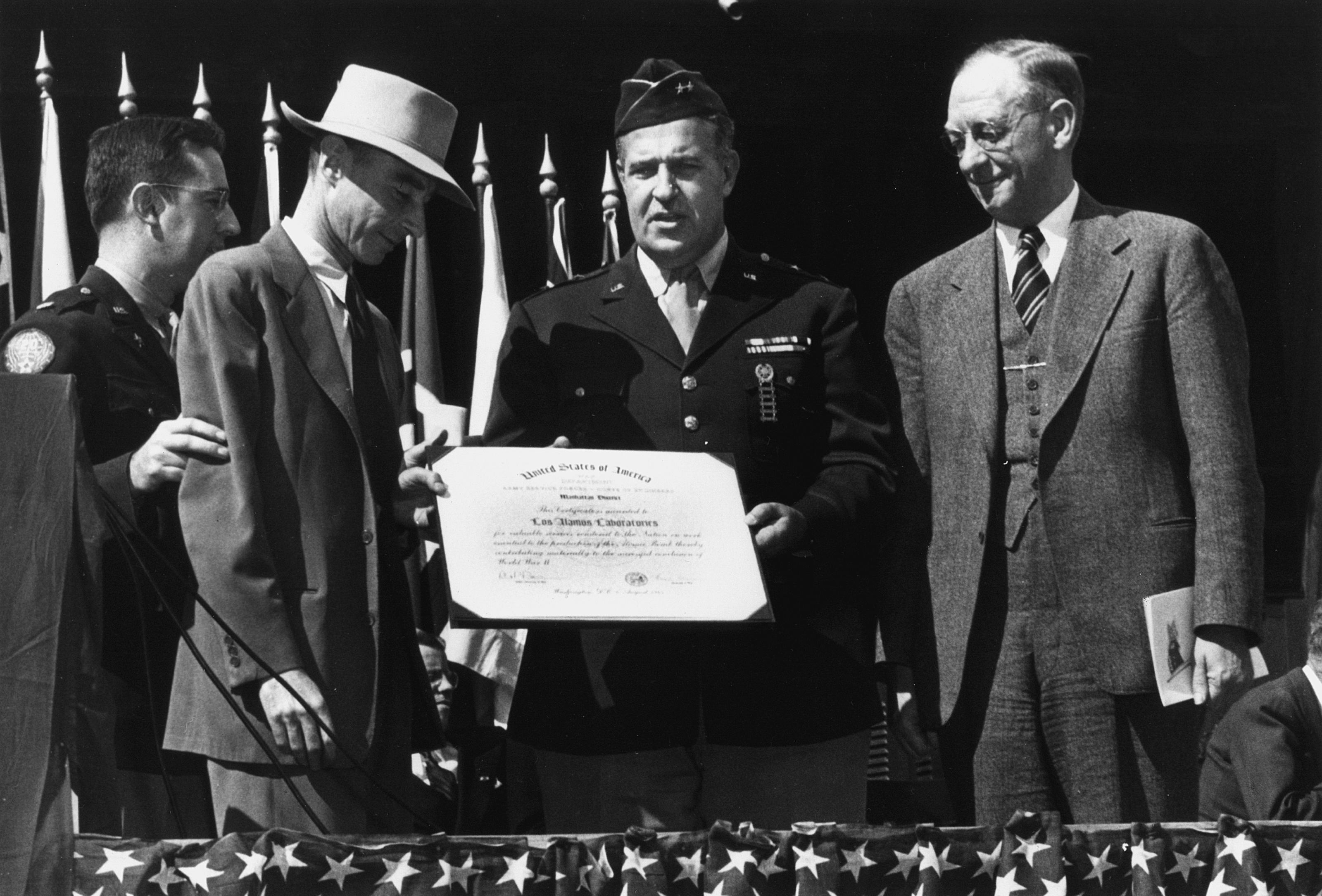
Leslie Groves (vojenský šéf celého projektu) předává vyznamenání Robertu Oppenheimerovi (1945), který byl prvním ředitelem laboratoře.

- Robert Oppenheimer (1943–1945): v rámci projektu Manhattan
- Norris Bradbury (1945–1970)
- Harold Agnew (1970–1979)
- Donald Kerr (1979–1986)
- Siegfried S. Hecker (1986–1997)
- John C. Browne (1997–2003)
- George Peter Nanos (2003–2005)
- Robert W. Kuckuck (2005–2006)
- Michael R. Anastasio (2006–2011)
- Charles F. McMillan (2011–2017)
- Terry Wallace (2018)
- Thomas Mason (2018–dosud)

## Součást Manhattan Project National Historical Park

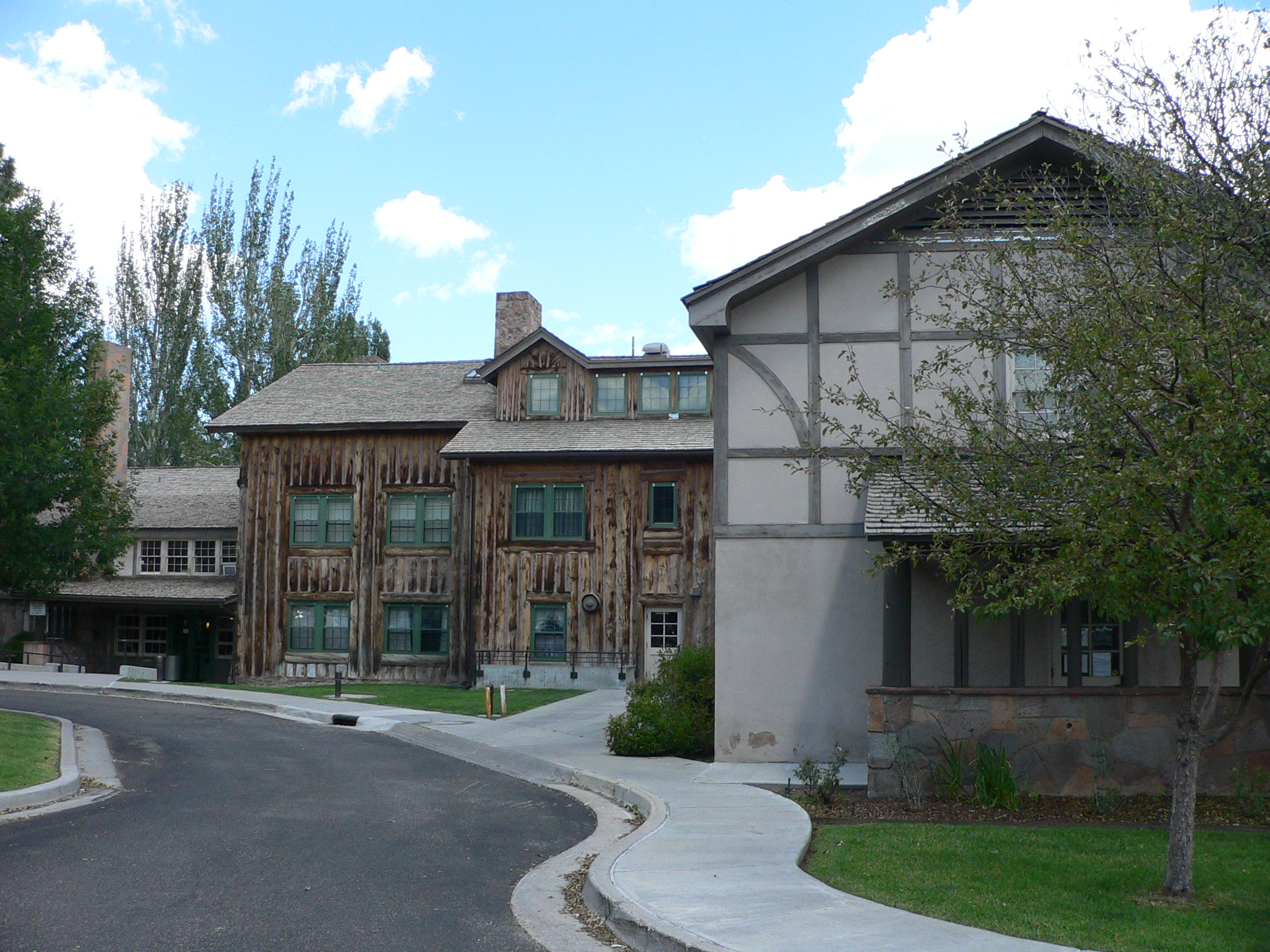
Fuller Lodge byla původně součást Los Alamos Ranch School. Tato rančerská škola se stala základem pro postupně vznikající město Los Alamos.

Několik budov spojených s projektem Manhattan v Los Alamos bylo nejprve v roce 1965 prohlášeno za národní historickou památku (National Historic Landmark). V roce 2015 pak byly vybrané objekty začleněny do nově vzniklého Manhattan Project National Historical Park připomínající projekt Manhattan, který společně provozují National Park Service a Department of Energy. Z několika desítek míst vztahujících se k projektu Manhattan byly vybrána tři místa, které patří mezi historicky a jinak nejvýznamnější. Park se skládá z těchto částí: bývalý „Site X“ v Oak Ridge, Tennessee (grafitový reaktor X-10 a části několika rozsáhlých komplexů na obohacování uranu), „Site W“ v Hanfordu, stát Washington (reaktor B a další objekty) a „Site Y“ neboli právě město Los Alamos a zdejší Národní laboratoř Los Alamos.
Ve městě Los Alamos je ve vymezené době volně dostupné návštěvnické centrum (Los Alamos Visitor Center for the Manhattan Project NHP), které podrobně mapuje historii projektu Manhattan, se zaměřením na místa ve státě Nové Mexiko. Návštěvnické centrum se nachází na adrese 475 20th Street v centru Los Alamos, v budově Los Alamos Community Building (vedle Los Alamos Teen Center) a je otevřeno od pátku do pondělí od 10 do 15 hodin. Dále mohou turisté navštívit několik objektů na pozemcích Národní laboratoře Los Alamos, které jsou ale přístupné pouze prostřednictvím speciálních autobusových exkurzí, které organizuje Ministerstvo energetiky (současný provozovatel laboratoře). 
Již není součástí historického parku, ale turistům jsou dostupné též vybrané objekty v rámci bývalé rančerské školy (Los Alamos Ranch School). V domě pro hosty nyní sídlí Historické muzeum Los Alamos a je zde rozsáhlá expozice o historii školy a jejím využití pro skauting. Sousední původní Fuller Lodge je rovněž přístupná pro návštěvníky, často slouží také pro setkání nebo svatby. V jižním křídle u Central Avenue sídlí Los Alamos Art Center.

### Oficiální archív
- Los Alamos University notebooks, 1945–1946, Niels Bohr Library & Archives